# Frank D'Arcy
Frank D'Arcy, all'anagrafe Francis Anthony D'Arcy (Liverpool, 8 dicembre 1946 – Liverpool, 15 giugno 2024) è stato un calciatore inglese, di ruolo difensore.

## Caratteristiche tecniche
Era un terzino sinistro.

## Carriera
Dopo aver giocato nelle giovanili dell'Everton, club della sua città natale, nel 1965 all'età di 19 anni esordisce tra i professionisti con la prima squadra, giocando una partita nella prima divisione inglese e partecipando alla vittoria della FA Cup. Rimane nel club per ulteriori 5 stagioni consecutive, tutte in prima divisione, ma sempre con un ruolo abbastanza marginale: nella stagione 1966-1967 non disputa infatti nessun incontro ufficiale, mentre tra il 1967 ed il 1971 nell'arco di quattro campionati consecutivi di prima divisione gioca nell'ordine 4, 3, 5 e 2 partite, contribuendo comunque alla vittoria della First Division 1969-1970 e del successivo Charity Shield. Successivamente nella stagione 1972-1973 ha giocato nella terza divisione inglese (8 presenze ed una rete) con il Tranmere, per poi andare a chiudere la carriera con i semiprofessionisti del Kirkby Town.
In carriera ha totalizzato complessivamente 23 presenze ed una rete nei campionati della Football League.

## Palmarès

### Club

#### Competizioni nazionali
- Campionato inglese: 1

Everton: 1969-1970
- Coppa d'Inghilterra: 1

Everton: 1965-1966
- FA Charity Shield: 1

Everton: 1970